# Strobilanthes seguinii
Strobilanthes seguinii är en akantusväxtart som beskrevs av Hector Léveillé.
Strobilanthes seguinii ingår i släktet Strobilanthes och familjen akantusväxter. Inga underarter finns listade i Catalogue of Life.